# هاردكور هنري (فلم)
هاردكور هنري (بالإنجليزية: Hardcore Henry) هو فيلم حركة تم انتاجه في الولايات المتحدة وروسيا، صدر سنة 2015. من بطولة شارلتو كوبلي وهيلي بنيت.

## القصة
تدور أحداث الفيلم حول تعرض الزوج (هنري) لإطلاق النار عليه واختطاف زوجته من أحد الأشخاص الأقوياء، يمتلك المختطف جيشًا كبيرًا من المرتزقة الداعمين له ورغم هذا يحاول هنري انقاذ زوجته والانتقام من المختطفين.

## الميزانية والإيرادات
كلّف الفيلم مليوني دولار أمريكي وحقّق أرباحًا تقدر بـ 16 مليون دولار أمريكي.

## وصلات خارجية
- مقالات تستعمل روابط فنية بلا صلة مع ويكي بيانات
- هاردكور هنري على imdb
- هاردكور هنري على rotten tomatos
- هاردكور هنري على Metacritic
- هاردكور هنري على allmovie